# Sierra Bermeja
Sierra Bermeja es el cordón montañoso que conforma el flanco suroeste de la serranía de Ronda en España, dominando la Costa del Sol desde el río Verde de Istán hasta el puerto de los Guardas de Casares. Se trata del macizo de rocas peridotitas ricas en hierro y metales pesados más grande del mundo, sin comparación alguna en el planeta en cuanto a su composición geológica. El color de las rocas da nombre a la sierra. Su pico más alto es el cerro Abanto, en Parauta, con 1508 metros sobre el nivel del mar.
Las peridotitas de Ronda están formadas por varios afloramientos, contando con, además del más masivo de Sierra Bermeja, otros núcleos menores como la sierra Alpujata, la sierra Parda de Tolox, la sierra de Aguas o la sierra de la Robla.

## Vegetación

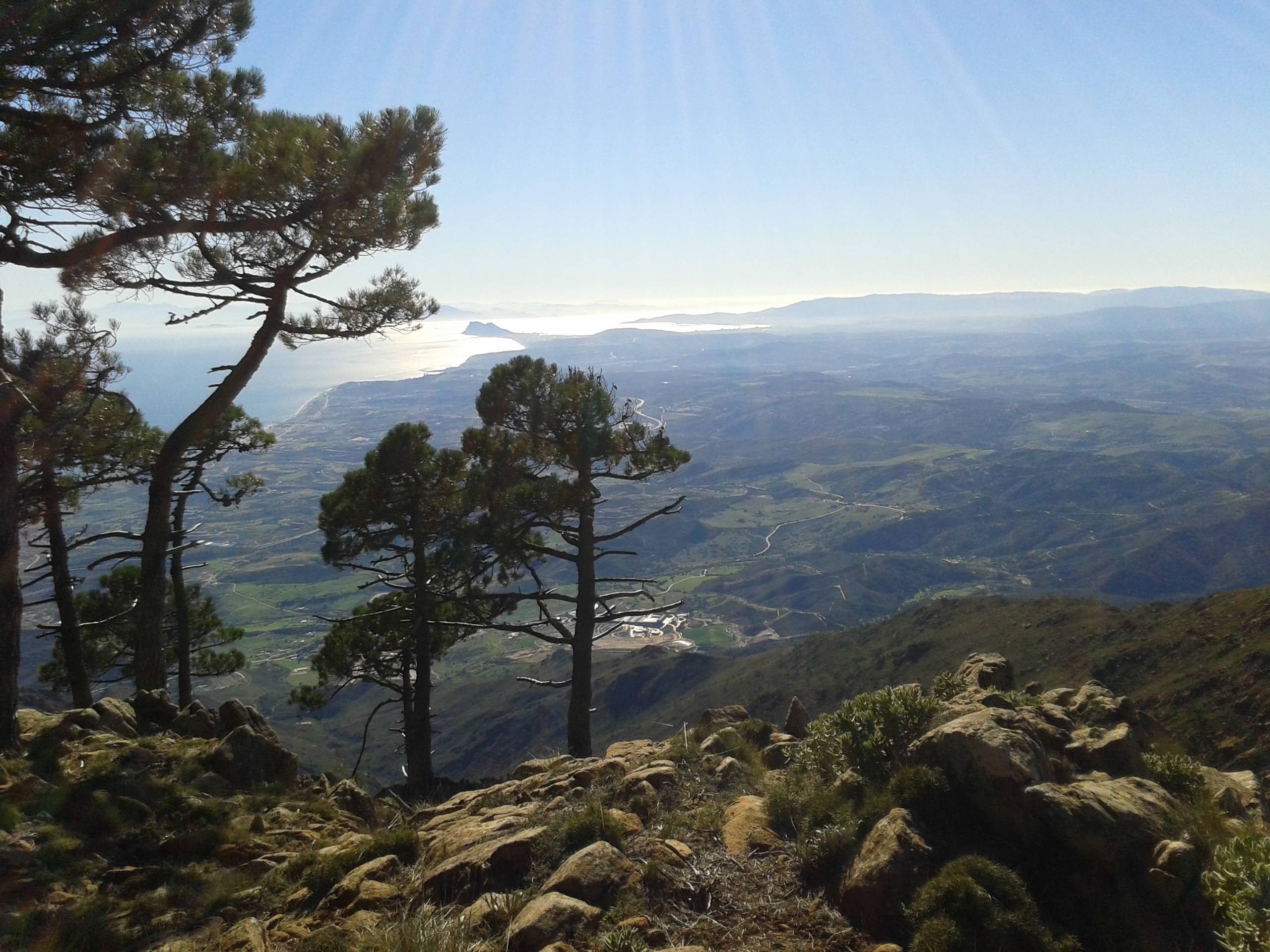
Los Reales de Sierra Bermeja

Su vegetación exclusiva se originó gracias a la rareza del sustrato geológico (peridotitas) y a su ubicación entre el mar Mediterráneo y el océano Atlántico. Los bosques predominantes en las zonas bajas de la sierra son los alcornocales, los pinares en su zona media (pinos negrales), y los pinsapares, en peligro de extinción, en su cumbre. El pinsapar de Los Reales, con una extensión de aproximadamente 1236 hectáreas, está protegido desde 1989 por la Junta de Andalucía como Paraje Natural. El 85 % de las comunidades vegetales existentes en la sierra Bermeja de Estepona está incluido en la directiva HÁBITATS 2000 (92/43/CEE) de la Unión Europea.
Aparecen más de una veintena de endemismos: Genista lanuginosa, Staehelina baetica, Centaurea lainzii, Armeria colorata, Arenaria capillipes, Klasea baetica, etc.

## Fauna
La fauna de Sierra Bermeja es una de las más diversas de toda Andalucía. Destacan de forma especial los invertebrados, con 14 especies exclusivas, endemismos, predominando entre ellos los coleópteros, plecópteros, tricópteros, arácnidos y moluscos. 
Entre los vertebrados destaca la avifauna, que aporta una inmensa biodiversidad que se ve aumentada por los pasos estacionales de aves pudiendo llegar a observarse más de 220 especies, especialmente en épocas de migraciones entre Europa y África. Destacan las rapaces diurnas y nocturnas y multitud de pájaros, algunos de ellos incluidos en la Directiva de Aves, destacando el águila real, el águila calzada, el halcón común, el gavilán, el búho real, el búho chico, pero también, la curruca rabilarga, la curruca cabecinegra, la collalba negra, el pito verde, el torcecuello, el trepador azul, el roquero rojo, el martín pescador, la garcilla bueyera, el mirlo acuático...
Otras especies presentes en sierra Bermeja son el bordallo del Genal, el bargo gitano, el pez fraile o la anguila, entre los peces; la salamandra bética, el sapillo meridional, el sapo común o la ranita meridional, entre los anfibios; el lagarto ocelado, la lagartija colilarga, la lagartija andaluza, el eslizón ibérico, el camaleón común, la culebra de herradura, la víbora hocicuda, la culebrilla ciega o el galápago leproso, entre los reptiles; y  la nutria, la garduña, el gato montés, el meloncillo, el corzo y la cabra montés. 
Entre las especies migradoras también se encuentran algunos quirópteros (murciélagos) y lepidópteros (mariposas).
Entre su fauna exinta en época histórica o reciente, el quebrantahuesos, el lobo y el lince ibérico, en el siglo XX y el oso pardo en el siglo XVI.

## Aspecto

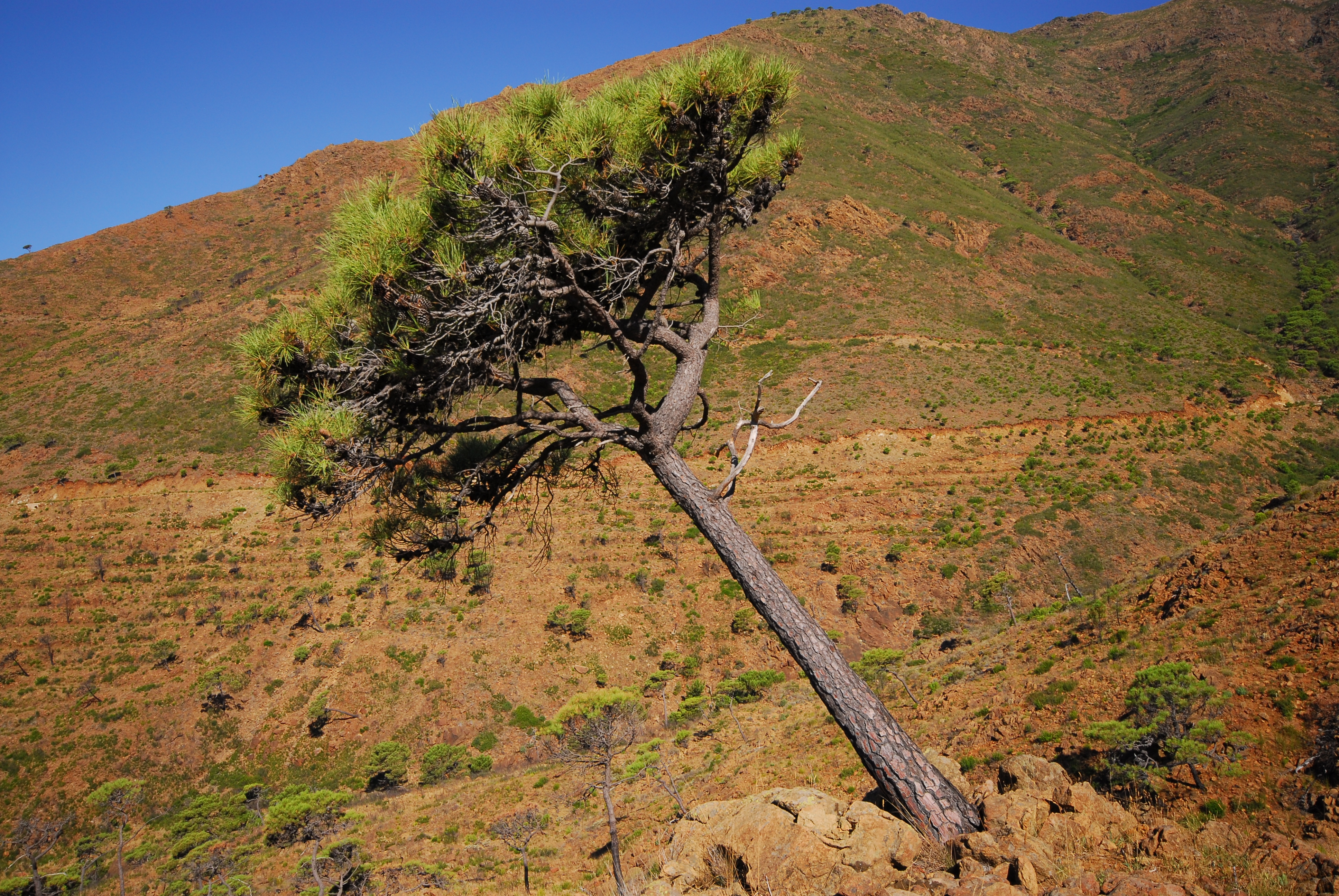
Pinus pinaster.

Se trata de una intrusión de material ultramáfico, procedente del manto terrestre (a más de 70 km de profundidad), de unos 35 millones de años de antigüedad. La roca más abundantes son peridotitas, algunos de cuyos minerales, en profundidad, ante la presencia de agua a elevadas temperaturas, se transforman en serpentinas y excepcionalmente en firmas de diamante. El color rojizo del macizo se debe a la oxidación del hierro dando lugar a óxido de hierro, de característico color rojo ladrillo. 

## Incendios sufridos
En septiembre de 2021 sufrió el incendio de Sierra Bermeja, el incendio permaneció activo durante 46 días, fueron desalojadas casi 3.000 personas, se vieron afectadas casi 8.000 ha y se cobró la vida de un bombero forestal en acto de servicio.
El 8 de junio de 2022 se desata un nuevo incendio provocando el desalojo de entre 2.500 y 3.000 vecinos.
Los incendios forestales en sierra Bermeja representan un problema extremadamente grave. En la serie histórica de incendios que va desde 1956 a 2022, sierra Bermeja registró un total de 31 incendios forestales, de los cuales 16 superaron las 500 hectáreas. Según estos datos, la montaña ha sufrido un incendio forestal superior a las 500 hectáreas cada 4,39 años en el periodo 1956-2022.